# ショタ
ショタ（英: Shota、中: 正太）は、主に2次元の男性の少年を示す単語である。

## 定義
ショタに明確な定義はなく、個人によって定義は変わる。一般的な条件としては、可愛い（童顔）で可愛らしい見た目をした男性（男の子）＝ローティーンであることを条件に使われている。ショタを好む人間のことをショタコンと呼ぶ。主に幼く可愛らしい容姿の少年で、半ズボンに白い靴下で描かれることが多い。
おねショタ
15歳から25歳くらいまでの女性と年下のショタの関係をおねショタという。

## ジャンル
イケショタ
外見がイケメンなショタのこと。
褐色ショタ
茶色い肌をしたショタのこと。

## 男の娘
女装をしているか女性的に見えるショタのことを「男の娘」と呼ぶ。

## 歴史におけるショタ文化
パイデラスティア
古代ギリシャにおいて、少年愛は男性市民に課された義務であった。
男色
奈良・平安時代において、仏教での男色文化が広まった。
衆道
江戸時代の日本において、小姓として武士に使えている美少年が年長者と関係を持つ「衆道」があった。

## ショタキャラクター

### VOCALOID
- 鏡音レン
- Oliver

### 漫画

#### ハッピーシュガーライフ
- 神戸あさひ(CV: 花守ゆみり)
- 三星太陽(CV: 花江夏樹)

### アニメ
ショタが主体のアニメは「ショタアニメ」とされる。

#### 魔入りました!入間くん
- 鈴木入間（イルマ）（CV:村瀬歩）
- シャックス・リード (CV:山谷祥生)

#### 地縛少年花子くん
- 花子くん(CV: 緒方恵美)
- つかさ(CV: 緒方恵美)

#### 少年メイド
- 小宮千尋(CV: 藤原夏海)
- 日野祐司(CV: 斎賀みつき)

### ゲーム
ショタが主体のゲームはショタゲーとされる。

#### 原神
- 空 (CV: 堀江瞬)
- ウェンティ (CV: 村瀬歩)
- 行秋 (CV: 皆川純子)
- 重雲 (CV: 斉藤壮馬)
- スカラマシュ (CV: 柿原徹也)
- 楓原万葉 (CV: 島﨑信長)
- 魈 (CV: 松岡禎丞)
- ゴロー (CV: 畠中祐)
- アルベド (CV: 野島健児)
- ベネット (CV: 逢坂良太)
- レザー (CV: 内山昂輝)
- セノ (CV:入野自由)
- ティナリ (CV:小林沙苗)
- リネ (CV:下野紘)
- フレミネ (CV:土岐隼一)
- 鹿野院平蔵 (CV:井口祐一)
- 嘉明 (CV:小松昌平)
- ミカ (CV:三瓶由布子)

#### プリンセスコネクト!Re:Dive
- カリザ(CV: 岡咲美保)

### VTuber

#### にじさんじ
- 鈴木勝
- 卯月コウ